# Auvers-sur-Oise
Auvers-sur-Oise is een gemeente in Frankrijk. Het dorp ligt aan de rivier de Oise, op 27 kilometer van Parijs. Het heeft vooral bekendheid gekregen omdat een groot aantal wereldberoemde impressionistische kunstenaars er een deel van hun leven heeft doorgebracht. De meest sprekende namen zijn Daubigny, Cézanne, Corneille en Van Gogh. Dokter Paul Gachet woonde hier ook.
Van Gogh verbleef er maar een zeer korte periode, maar was er op artistiek vlak uitzonderlijk productief. Hij maakte er niet minder dan 70 schilderijen waarvan sommige tot de belangrijkste van zijn hele oeuvre worden gerekend. Vincent en zijn broer Theo liggen allebei  op de begraafplaats van Auvers-sur-Oise begraven. In de Auberge Ravoux is een klein museum ingericht.
Er liggen twee spoorwegstations: Auvers-sur-Oise en Chaponval.

## Demografie
Onderstaande figuur toont het verloop van het inwonertal, bron: INSEE-tellingen. 

## Stedenband
- Zundert

## Overleden
- Vincent van Gogh 1853-1890, Nederlands kunstschilder
- Paul Gachet 1828-1909, arts
- Corneille 1922-2010, Nederlands Cobra-schilder

## Afbeeldingen

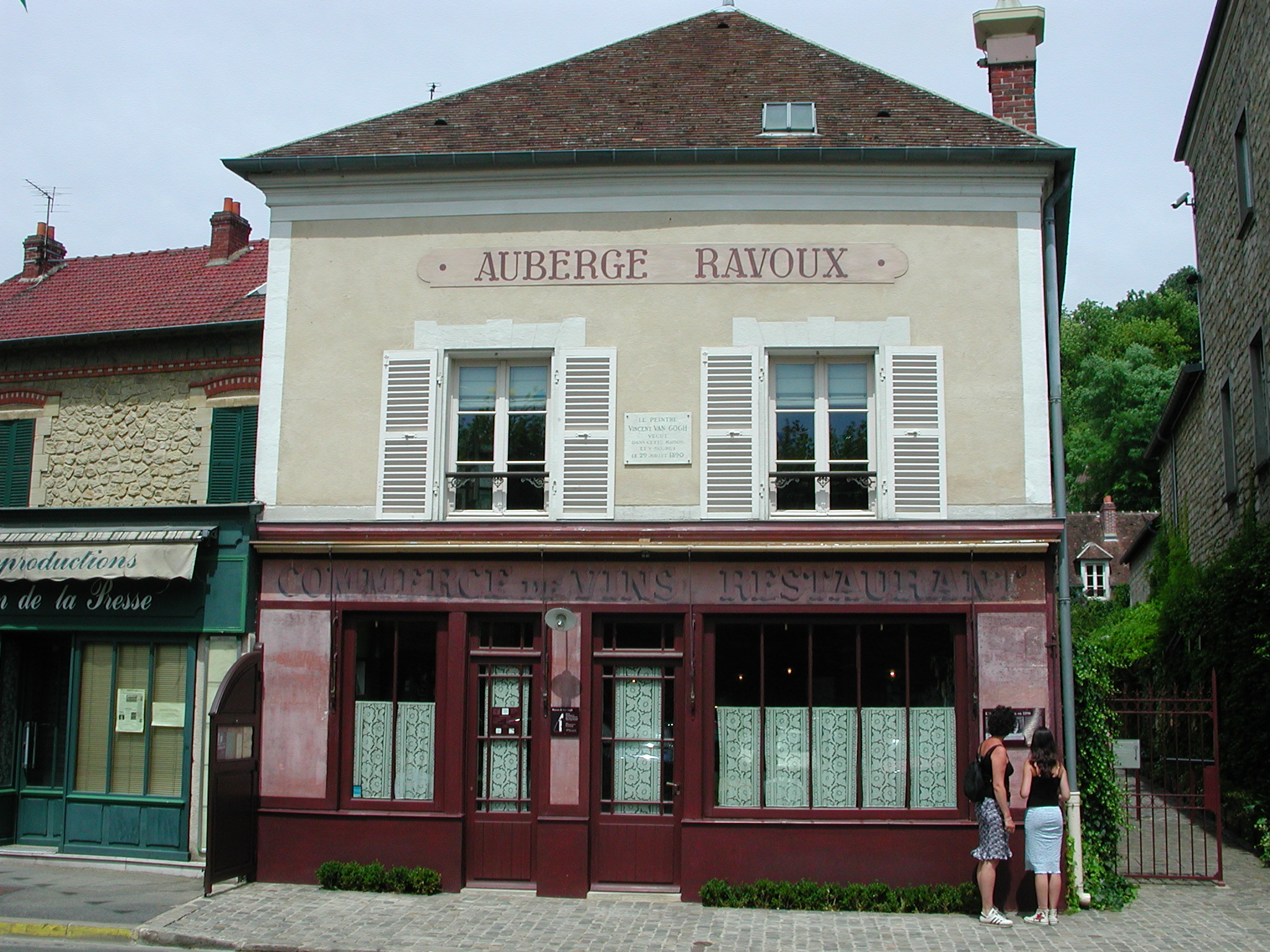
Auberge Ravoux woon- en werkplaats van Van Gogh
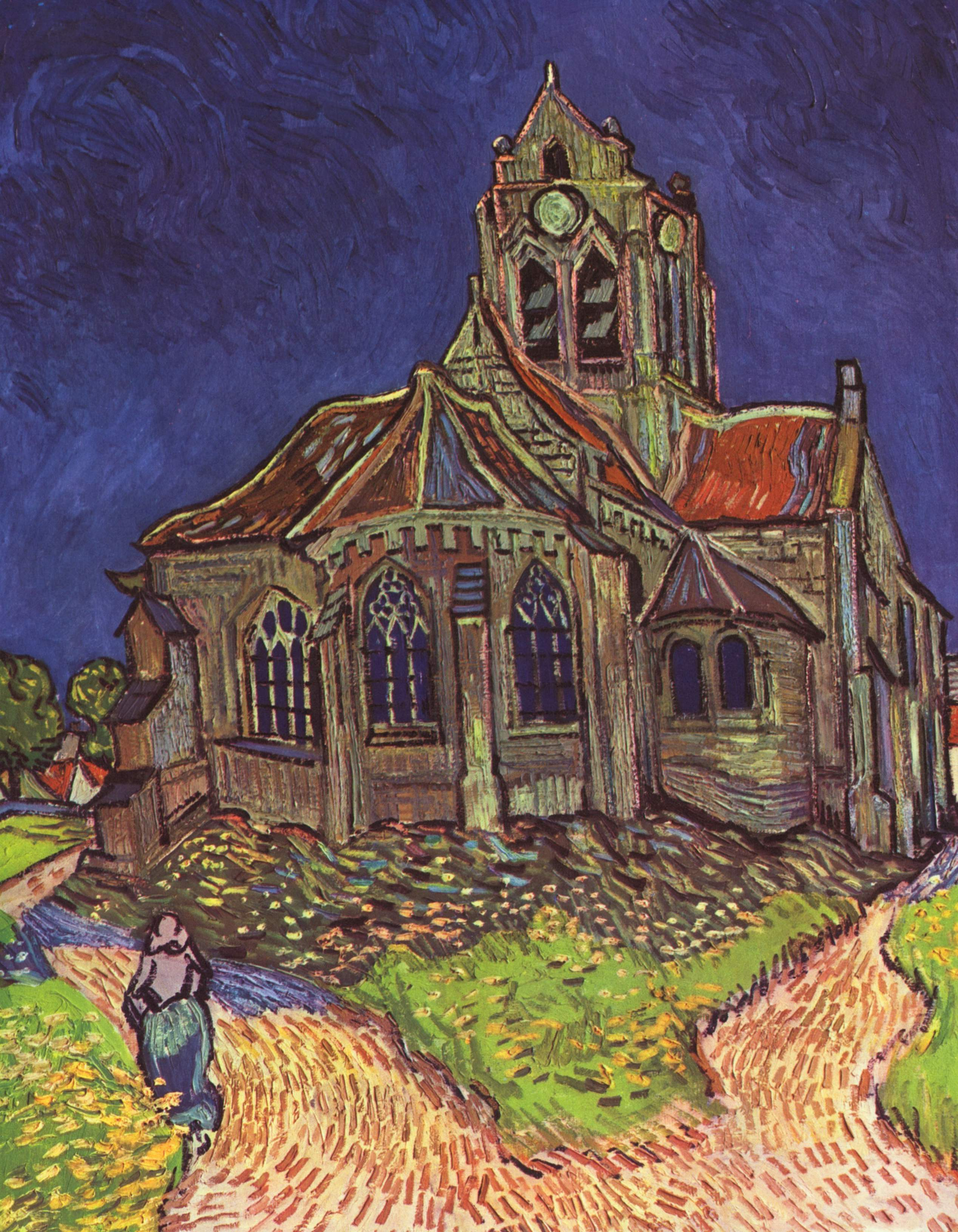
Kerk van Auvers Van Gogh
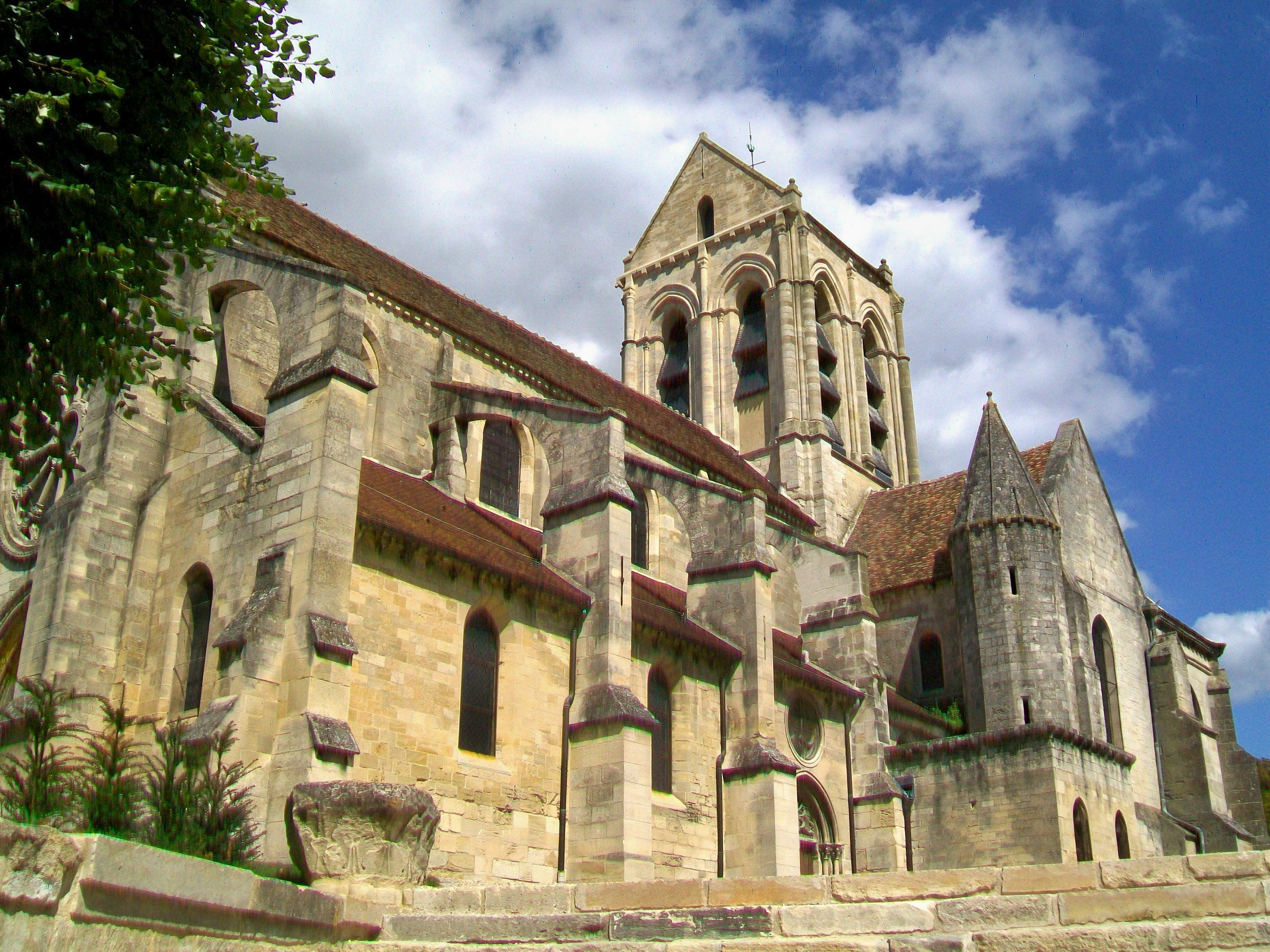
Notre-Dame-de-l'Assomption
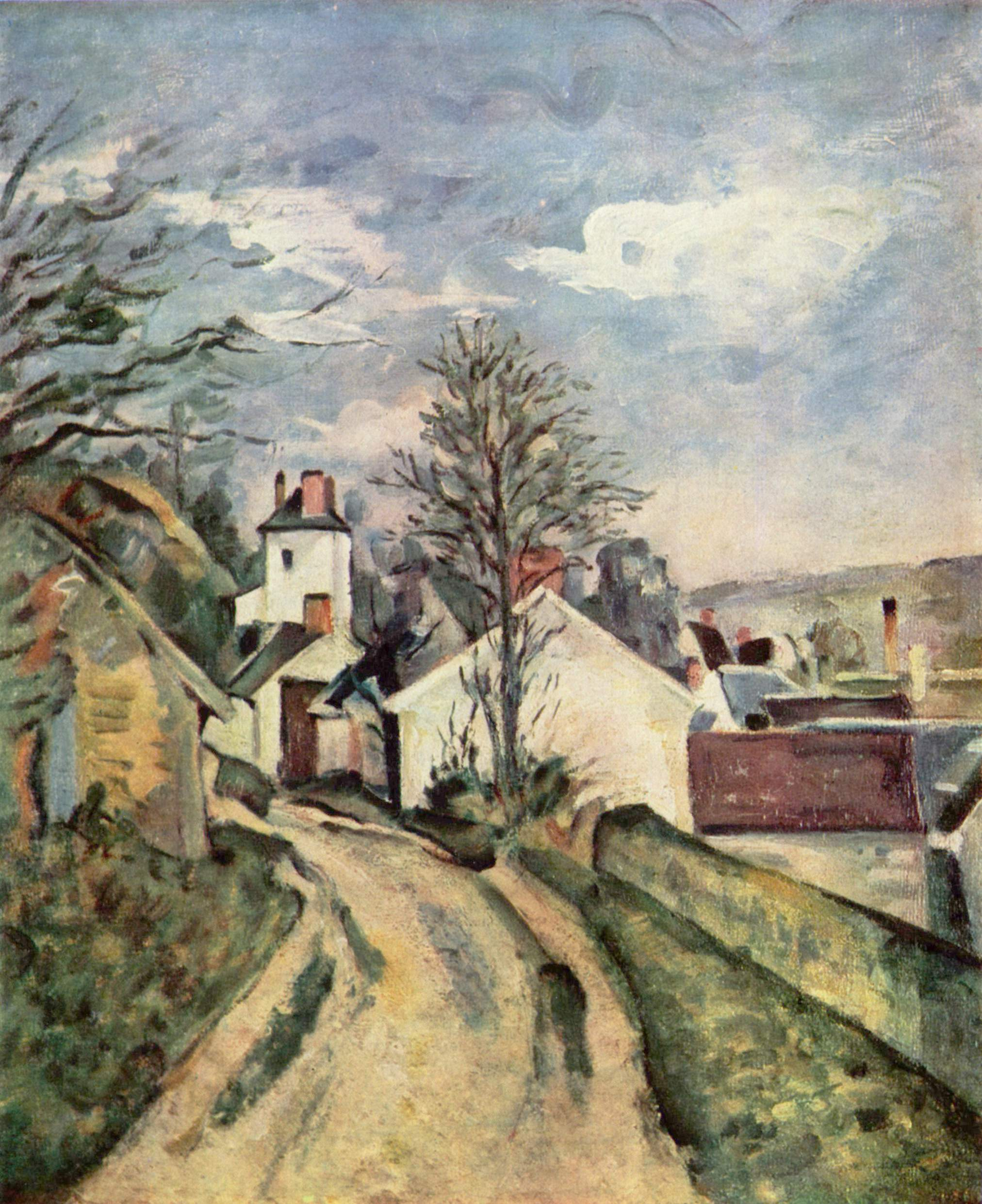
Het huis van dokter Gachet Paul Cézanne
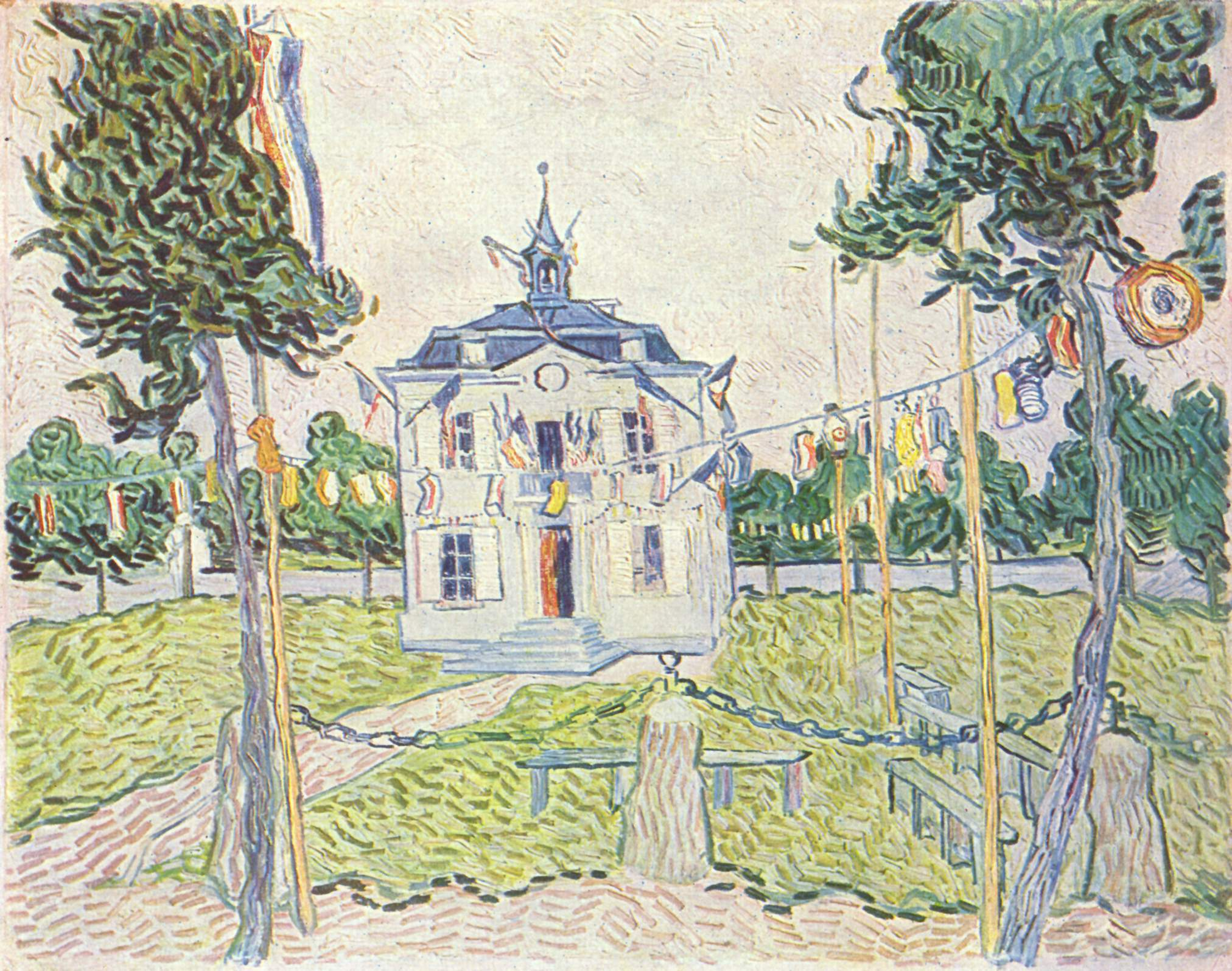
Gemeentehuis Van Gogh
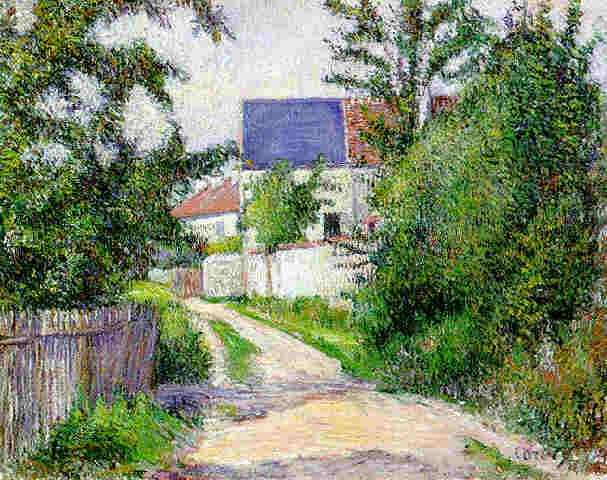
Weggetje in Auvers sur Oise Frédéric Samuel Cordey, omstreeks 1903